# Ascyltus minahassae
Ascyltus minahassae är en spindelart som beskrevs av Anna Maria Sibylla Merian 1911. Ascyltus minahassae ingår i släktet Ascyltus och familjen hoppspindlar. Inga underarter finns listade i Catalogue of Life.